# Gare de Lezo-Rentería
La gare de Lezo-Rentería (Lezo-Errenteriako Geltokia en basque) est une gare ferroviaire située dans la commune basque d'Errentería, près de Lezo, dans la province de Guipuscoa.
Elle est desservie par la ligne C-1 du réseau de Cercanías Saint-Sébastien exploitée par la Renfe.
Elle voit aussi s'arrêter plusieurs trains Regional Exprés et Media Distancia chaque jour. De même que la gare de Pasaia, elle accueille des trains de marchandises,.

## Situation ferroviaire
La gare se trouve au point kilométrique 629,570 de la ligne à écartement ibérique de Madrid à Hendaye, à 11,44 mètres d'altitude.

## Histoire
La gare a été inaugurée le 18 octobre 1863 avec la mise en service du tronçon Irun-Saint-Sébastien de la ligne de Madrid à Hendaye. Son exploitation a initialement été confiée à la Compañía de los Caminos de Hierro del Norte de España jusqu'en 1941 où l'entreprise a été intégrée à la Renfe à la suite de la nationalisation du secteur ferroviaire. Depuis le 31 décembre 2004, la gestion de l'infrastructure et de l'exploitation ont été séparées en deux entités distinctes : la ligne appartient à ADIF tandis que la Renfe exploite les trains qui y circulent.

## Service des voyageurs

### Accueil
Le bâtiment voyageurs de la gare de Lezo-Rentería, sur trois étages, laisse apparaître au premier étage les pierres des murs, et se caractérise par un imposant toit en tuiles.
La gare dispose de deux quais latéraux permettant l'accès aux trains circulant sur les deux voies principales. En 2018, un passage souterrain a été creusé sous les voies, équipé d'escaliers classiques et mécaniques, accessible aux personnes à mobilité réduite, pour un investissement total de 2,1 millions d'euros.
On trouve également cinq autres voies attenantes spécialisées pour le trafic de trains de marchandises.

### Desserte

#### Services de régionaux et de moyenne distance
La gare de Lezo-Rentería est desservie chaque jour par les trains Media Distancia de Renfe reliant Irun à Madrid-Chamartín ainsi que les trains Regional Exprés reliant Irun à Vitoria-Gasteiz.

#### Cercanías
L'ensemble des trains de banlieue de la ligne C-1 des Cercanías Saint-Sébastien desservent la gare.

### Intermodalité
La gare est desservie par la ligne U22 du réseau des lignes urbaines d'Errenteria à l'arrêt Rotonda Galicia, à environ une centaine de mètres de la gare, sur la rive opposée de l'Oiartzun.